# ベルントゼンのアクリジン合成
ベルントゼンのアクリジン合成（Bernthsen acridine synthesis）は、ジアリールアミンとカルボン酸（もしくは酸無水物）と塩化亜鉛とを一緒に熱し、9位置換アクリジンを形成する化学反応である。ドイツ人化学者のアウグスト・ベルントゼンにより1878年に発表された。
塩化亜鉛を使い、200 - 270 ℃で24時間加熱する必要がある。ポリリン酸を使うと低温でアクリジン生成物を与えるが、収率は低い。